# マリー・テレーズ・ド・モデーヌ
マリー・テレーズ・ド・モデーヌ（フランス語: Marie Thérèse de Modène, 1817年7月14日 - 1886年3月25日）は、モデナ公国の公女、オーストリア＝エステ大公女。モデナ公フランチェスコ4世の長女で、フランス・ブルボン家の王位継承者であるボルドー公・シャンボール伯アンリ・ダルトワの妃となった。
イタリア語名は、マリーア・テレーザ・ダズブルゴ＝エステ（Maria Teresa d'Asburgo-Este）。

## 生涯

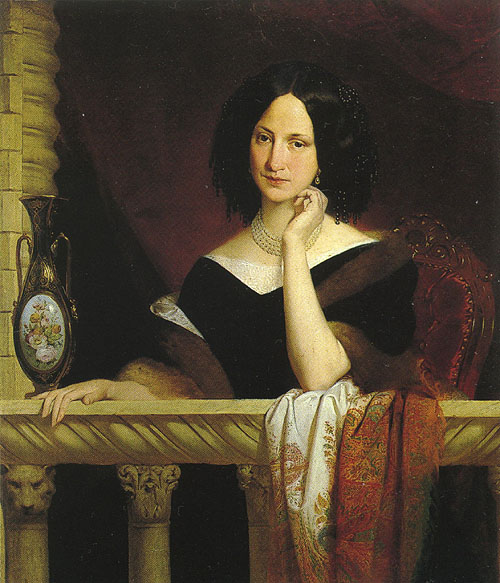
マリー・テレーズ（アデオダト・マラテスタ画）

1817年7月14日、マリー・テレーズはフランチェスコ4世とその妃であったサルデーニャ王ヴィットーリオ・エマヌエーレ1世の王女マリーア・ベアトリーチェの間に第一子長女としてモデナで生まれた。
マリー・テレーズは復古王政期にフランス王太子妃だったマリー・テレーズ・シャルロットによってシャンボール伯アンリの妻に選ばれた。彼女はローマ・カトリック教徒であり、オーストリア＝エステ家はオルレアン家であるルイ・フィリップの7月王政を認めていない王家だった。またその他のいくつかの事情によって、ブルボン家はオーストリア＝エステ家と関係を持とうとしていた。しかし夫となるアンリは実際にはマリー・テレーズの妹のマリーア・ベアトリーチェを好んでいた。
オルレアン朝時代の1846年、ブルボン家の長となっていたアンリと11月7日にモデナで代理結婚を、同月16日にブルック・アン・デア・ムーアで正式な結婚式を挙げた。夫のアンリは復古王政期のブルボン朝最後のフランス国王シャルル10世の次男ベリー公シャルル・フェルディナンと両シチリア王女マリー・カロリーヌの息子である（シャルル・フェルディナンはアンリの生まれる7ヵ月前の1820年2月に暗殺されている）。マリー・テレーズとアンリの間に子どもはなかった。
1883年8月24日に王政復古を果たせずにアンリが死去した後、マリー・テレーズと少数のアンリの支持者は、ルイ14世の男系子孫の年長者として、アンリの遠縁にあたるモンティソン伯フアン・カルロスが後継者であると主張した。フアン・カルロスの妻はマリー・テレーズの妹のマリーア・ベアトリーチェである。
マリー・テレーズは、ゲルツにある聖マリア受胎告知教会（現在はスロベニア側のノヴァ・ゴリツァ）で、フランス王室のための墓地を建てるのに尽力した。ブルボン家の墓所は、この教会の修道院内に集まることがマリー・テレーズの希望だった。
アンリが死去した3年後の1886年3月25日にゲルツで亡くなった。

## ギャラリー

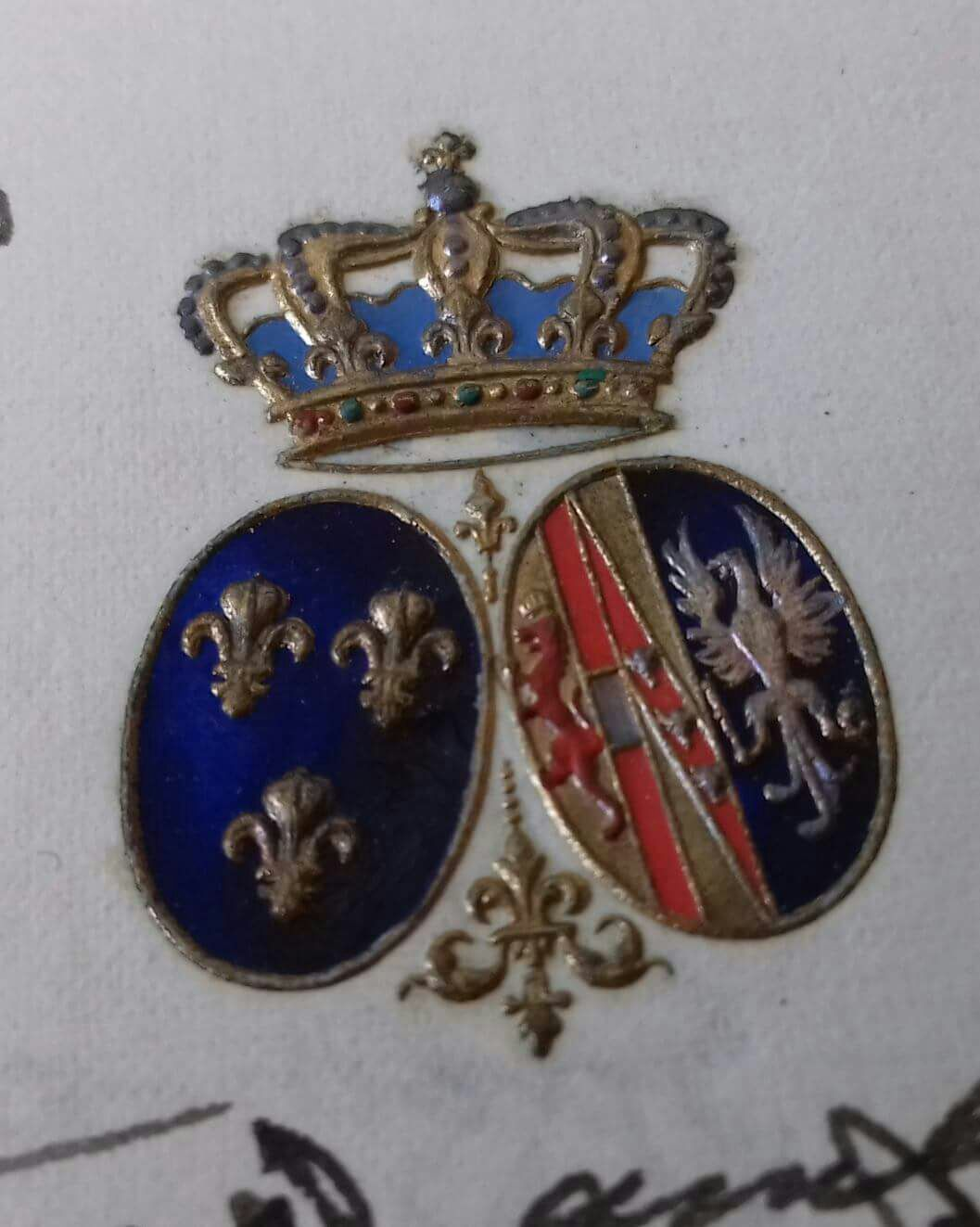
マリー・テレーズの紋章
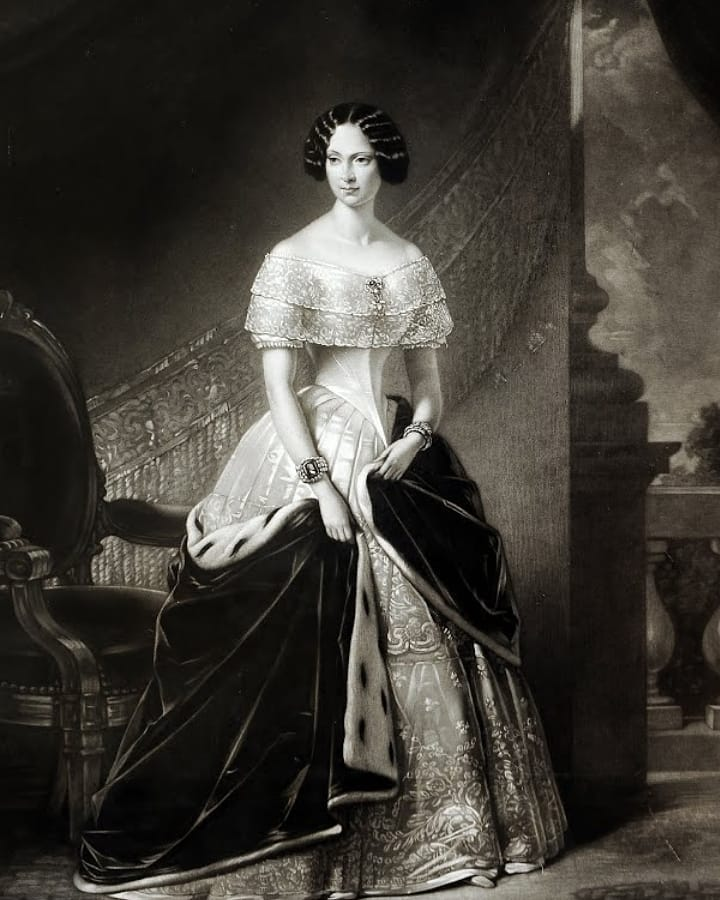
マリー・テレーズ（1846年画）
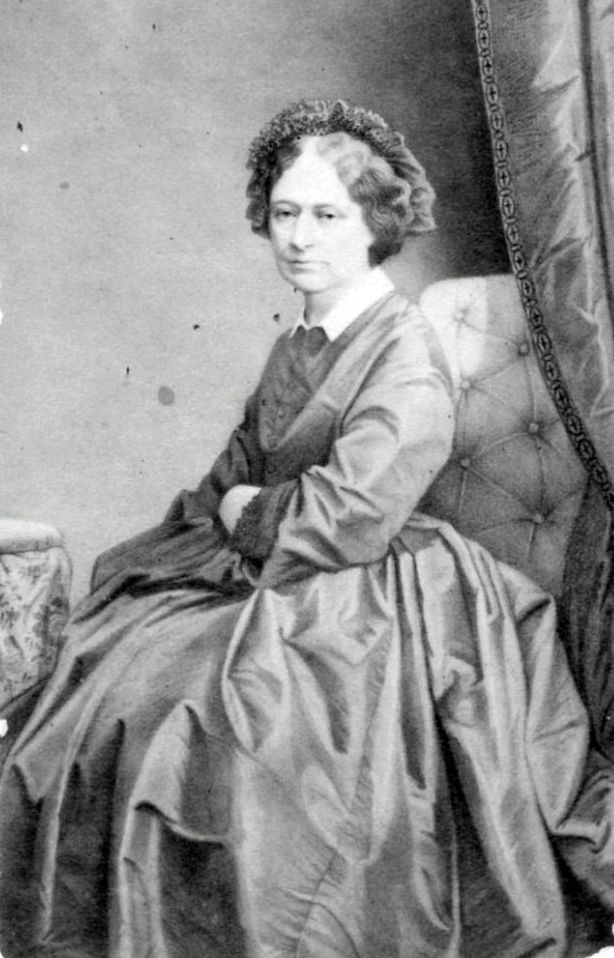
晩年のマリー・テレーズ（1876年頃）

## 系譜
| マリー・テレーズ | 父: フランチェスコ4世 (モデナ公) [1] | 祖父: フェルディナント                | 曽祖父: フランツ1世 (神聖ローマ皇帝)          |
| マリー・テレーズ | 父: フランチェスコ4世 (モデナ公) [1] | 祖父: フェルディナント                | 曽祖母: マリア・テレジア                      |
| マリー・テレーズ | 父: フランチェスコ4世 (モデナ公) [1] | 祖母: マリーア・ベアトリーチェ        | 曽祖父: エルコレ3世・デステ                   |
| マリー・テレーズ | 父: フランチェスコ4世 (モデナ公) [1] | 祖母: マリーア・ベアトリーチェ        | 曽祖母: マリーア・テレーザ                    |
| マリー・テレーズ | 母: マリーア・ベアトリーチェ         | 祖父: ヴィットーリオ・エマヌエーレ1世 | 曽祖父: ヴィットーリオ・アメデーオ3世         |
| マリー・テレーズ | 母: マリーア・ベアトリーチェ         | 祖父: ヴィットーリオ・エマヌエーレ1世 | 曽祖母: マリーア・アントニア （スペイン王女） |
| マリー・テレーズ | 母: マリーア・ベアトリーチェ         | 祖母: マリーア・テレーザ [2]          | 曽祖父: フェルディナント                      |
| マリー・テレーズ | 母: マリーア・ベアトリーチェ         | 祖母: マリーア・テレーザ [2]          | 曽祖母: マリーア・ベアトリーチェ              |

[1]は[2]の弟で、2人の妹にオーストリア皇帝フランツ1世の3番目の妃になったマリア・ルドヴィカがいる。